# 更楼街道
更楼街道，浙江省建德市下辖的一个街道。全街道总面积72平方公里，总人口1.4万人。耕地面积11908亩。

## 辖区
更楼街道辖有：
- 社区(3)：更楼社区、更化社区、邓家社区；
- 行政村(15)：张家村、骆村、后塘村、湖岑畈村、新市村、黄岙村、甘溪村、于合村、岩源村、洪宅村、桥岭村、邓家村、石岭村、许乐村。